# Übelmanna
Übelmanna ist ein Gemeindeteil von Altomünster im oberbayerischen Landkreis Dachau. Am 1. Mai 1978 kam der Weiler Übelmanna als Ortsteil von Hohenzell zu Altomünster.

## Geschichte
Übelmanna erscheint erstmals im Besitzverzeichnis des Klosters Altomünster von 1260 in der Form „Ubelenmannen“.

## Sehenswürdigkeiten
- Katholische Marienkapelle, erbaut 1677